# IC 4409
IC 4409 је спирална галаксија у сазвјежђу Волар која се налази на листи објеката дубоког неба у Индекс каталогу.
Деклинација објекта је + 31° 35' 8" а ректасцензија 14h 21m 33,4s. Привидна величина (магнитуда) објекта IC 4409 износи 14,4 а фотографска магнитуда 15,2. IC 4409 је још познат и под ознакама MCG 5-34-26, CGCG 163-33, IRAS 14193+3148, PGC 51306.